# Ichneumon inquinatus
Ichneumon inquinatus är en stekelart som beskrevs av Wesmael 1845. Ichneumon inquinatus ingår i släktet Ichneumon och familjen brokparasitsteklar. Arten är reproducerande i Sverige. Inga underarter finns listade i Catalogue of Life.